# Radara phaeoceps
Radara phaeoceps là một loài bướm đêm trong họ Noctuidae.